# Golkowice (Petite-Pologne)
Pour les articles homonymes, voir Golkowice.
Golkowice est une localité polonaise de la gmina et du powiat de Wieliczka en voïvodie de Petite-Pologne.